# Летелье, Александр
Алекса́ндр Летелье́ (фр. Alexandre Letellier, род. 11 декабря 1990 года, Париж, Франция) — французский футболист, вратарь.

## Клубная карьера
Воспитанник футбольного клуба «Пари Сен-Жермен», в академии которого занимался с 2000 по 2010 годы. В сезоне 2009/2010 выступал в резервном составе клуба и сыграл 19 матчей.
Летом 2010 года Летелье перебрался в академию «Анже». Отзанимавшись в академии два года, в начале сезона 2012/2013 Летелье перешёл во взрослый состав как второй вратарь. Свой дебютный матч за «Анже» Летелье сыграл 7 августа 2012 года в матче Кубка французской лиги против «Нанта». В Лиге 2 дебютировал 12 апреля 2013 года в матче против «Ньор». В сезоне 2014/2015 «Анже» поднялся в Лигу 1. Однако, Летелье игрового времени практически не получал. В начале 2016 года команду покинул первый вратарь Людовик Бютелль, после чего Летелье стал основным вратарём. В Лиге 1 Летелье дебютировал 9 января в матче против «Кана». Однако, весьма успешную серию выступлений в основном составе прервала череда травм, выбившая Летелье из основного состава.
29 января 2018 года Летелье на правах аренды перешёл в швейцарский «Янг Бойз» без права выкупа до конца сезона 2018/2019. Однако, в составе «Янг Бойз» Летелье сыграл только один матч 19 мая против «Грассхоппера».
По возвращении в «Анже» практически сразу же был снова отправлен в аренду в «Труа» с правом выкупа. В составе «Труа» Летелье также не удалось получить игровую практику. За клуб Летелье сыграл всего лишь один матч в Лиге 2 и три матча в Кубке французской лиги. «Труа» опцией выкупа не воспользовался и вернул Летелье обратно в «Анже» по истечении срока аренды.
В июле 2019 года Летелье был арендован в норвежский «Сарпсборг 08» до конца сезона. Клуб арендовал Летелье как альтернативу Александру Васютину, который намерен покинуть клуб. Свой дебютный матч за «Сарпсборг 08» Летелье сыграл 3 августа против «Русенборга». В общей сложности, за «Сарпсборг 08» Летелье сыграл 15 матчей и пропустил 19 мячей. «Сарпсборг 08» также не стал продлевать аренду Летелье и вернул его в «Анже».
В январе 2020 года Летелье покинул «Анже» как свободный агент и присоединился к клубу «Орлеан», подписав шестимесячный контракт с опцией пролонгации контракта на два года. Сыграл за «Орлеан» 6 матчей.
25 сентября 2020 года Летелье вернулся в «Пари Сен-Жермен», подписав с клубом контракт на один год.

## Достижения
«Анже»
- Финалист Кубка Франции: 2016/2017

«Янг Бойз»
- Чемпион Швейцарии: 2017/2018
- Финалист Кубка Швейцарии: 2017/2018

«Пари Сен-Жермен»
- Чемпион Франции (2): 2021/22, 2022/23